# Torsvi församling
Torsvi församling var en församling i Uppsala stift och i Enköpings kommun i Uppsala län. Församlingen uppgick 2006 i Veckholms församling.

## Administrativ historik
Församlingen har medeltida ursprung. 
Församlingen utgjorde på medeltiden ett eget pastorat för att därefter vara annexförsamling i pastoratet Veckholm, Kungs-Husby och Torsvi som 1962 utökades med Lillkyrka, Boglösa och Vallby församlingar. Församlingen uppgick 2006 i Veckholms församling.

## Kyrkor
- Torsvi kyrka